# The Shock Doctrine
The Shock Doctrine: The Rise of Disaster Capitalism (em português, A Doutrina do Choque - A Ascensão do Capitalismo do Desastre) é um livro de 2007 escrito pela jornalista canadense Naomi Klein, cuja tradução para o português foi feita no Brasil em 2008 pela editora Nova Fronteira.
Em 2009 foi realizado o documentário The Shock Doctrine inspirado no livro, dirigido por Michael Winterbottom e Mat Whitecross. 

## Sinopse
O livro argumenta que as  políticas econômicas propostas por Milton Friedman, da Escola de Economia de Chicago, baseadas no chamado  livre mercado, ganharam importância em certos países não porque eram populares, mas em razão dos impactos decorrentes de  desastres ou crises graves e dos seus efeitos sobre a psicologia social. O estado de choque e   confusão dos cidadãos criou a oportunidade  para realizar reformas impopulares, de corte neoliberal. Supõe-se que alguns desses distúrbios, tais como a Guerra das Malvinas, o atentado de 11 de setembro, o tsunami de 2004 na Indonésia, ou a crise do furacão Katrina podem ter sido explorados com a intenção de pressionar pela adoção dessas reformas.

### Críticas e entrevistas
- Awe, shocks! - crítica do Left Business Observer
- New Books By Alan Greenspan and Naomi Klein: One is Prophetic, One is Pathetic Comentário positivo de Arianna Huffington, 25 de setembro de 2007
- News from Within Podcast: Naomi Klein's The Shock Doctrine in the Israeli Context., entrevista em áudio com Naomi Klein.
- Dead Left por Jonathan Chait. Crítica de [[The New Republic]]